# بيوتر مامانوف
بيوتر مامانوف (بالروسية: Пётр Никола́евич Мамо́нов) موسيقي روك روسي وكاتب أغنيات وممثل.

## ممثلا
لعب مامانوف الدور الأساسي في فيلم روسي أخرج عام 2009، عنوانه قيصر، وكان هذا الدور هو شخص إيفان الرهيب.

## روابط خارجية
- بيوتر مامانوف على موقع IMDb (الإنجليزية)
- بيوتر مامانوف على موقع روتن توميتوز (الإنجليزية)
- بيوتر مامانوف على موقع ألو سيني (الفرنسية)
- بيوتر مامانوف على موقع ميوزك برينز (الإنجليزية)
- بيوتر مامانوف على موقع أول موفي (الإنجليزية)
- بيوتر مامانوف على موقع ديسكوغز (الإنجليزية)
- بيوتر مامانوف على موقع قاعدة بيانات الفيلم (الإنجليزية)
- بيوتر مامانوف على موقع كينوبويسك (الروسية)